# Bourton-on-the-Hill
Pour les articles homonymes, voir Bourton.
Bourton-on-the-Hill est une paroisse civile et un village du Gloucestershire, en Angleterre.